# Đại học Tiểu bang Oregon
Viện Đại học Oregon State hay Đại học Oregon State (tiếng Anh: Oregon State University hay OSU) là viện đại học công lập có chế độ giáo dục hỗn hợp dành cho cả nam lẫn nữ sinh, tọa lạc ở thành phố Corvallis, tiểu bang Oregon, Hoa Kỳ. OSU đào tạo các học vị cử nhân, thạc sĩ và tiến sĩ ngoài ra còn tạo nhiều cơ hội cho việc nghiên cứu. Trường có hơn 200 chương trình cấp bằng học thuật. Các chương trình đào tạo hàng đầu được công nhận cấp quốc gia của đại học tiểu bang Oregon là công nghệ hạt nhân, sinh thái học, lâm nghiệp, y tế cộng đồng, hóa sinh, động vật học, hải dương học, khoa học thực phẩm và dược phẩm. Trong những năm gần đây, chương trình giáo dục khai phóng của trường OSU cũng nhận được nhiều sự quan tâm. Có khoảng hơn 200.000 người đã học tại đại học tiểu bang Oregon kể từ khi nó được thành lập năm 1868. Quỹ Carnegie xếp loại Đại học tiểu bang Oregon là trong những trường đại học có hoạt động nghiên cứu rất cao.
Oregon State là một trong 73 trường đại học được chính phủ Hoa Kỳ cấp đất. Không chỉ vậy, nhà trường cũng được chính phủ ưu ái cấp cho vùng biển riêng, không gian vũ trụ, và cơ sở năng lượng mặt trời, làm cho nó trở thành một trong hai tổ chức và là trường đại học công lập duy nhất có được tất cả bốn tài sản: đất, biển, vũ trụ và mặt trời (Đại học Cornell là tổ chức thứ 2 cũng được như vậy). Ngoài việc được Chính phủ liên bang cung ứng cho không gian nghiên cứu rộng lớn, hằng năm OSU còn nhận được rất nhiều tài trợ cho nghiên cứu, hơn tất cả các tổ chức giáo dục đại học công lập khác ở tiểu bang Oregon cộng lại.

### Xếp hạng
OSU có các chuyên ngành, tiểu ngành và các chương trình đào tạo đặc biệt nhiều hơn tất cả các đại học hay cao đẳng ở tiểu bang Oregon.
Theo bảng xếp hạng năm 2007 của tạp chí STACK, đại học bang Oregon đã được chọn là một trong 50 trường đại học công lập hàng đầu với tiêu chí "học thuật, cơ hội phát huy thể chất và hiệu suất tổng thể." Trường được xếp hạng 29 làm cho nó trở thành một trong hai trường đại học Tây Bắc duy nhất trong top 30 và là trường đại học duy nhất từ tiểu bang Oregon nhận được một thứ hạng.
OSU là đại học dẫn đầu Hoa Kỳ về chuyên ngành lâm nghiệp học. Ngoài ra, trong số 53 chương trình lâm nghiệp học tại các trường đại học trên toàn Bắc Mỹ, trường Lâm Nghiệp của OSU được xếp hạng đầu trong một cuộc khảo sát năm 2006, "... đi đầu trong tổng số ấn phẩm khoa học, là nơi đầu tiên để tìm kiếm tài liệu "trích dẫn", và rất nhiều đồng nghiệp ủng hộ trao tặng nhận danh hiệu chương trình lâm nghiệp hàng đầu tại Bắc Mỹ."
Trong ấn bản năm 2011 của US News, đại học tiểu bang Oregon được xếp hạng 139 toàn quốc.